# Перелік пляжів Харкова
| Перелік пляжів Харкова                  | Перелік пляжів Харкова                        | Перелік пляжів Харкова | Перелік пляжів Харкова                        |
| --------------------------------------- | --------------------------------------------- | ---------------------- | --------------------------------------------- |
| Пляж                                    | Водойма                                       | Район у місті          | Найближча вулиця                              |
| Олексіївський (Олексійвський лугопарк)  | лівий берег Олексіївського вдсх. (р. Лопань)  | Шевченківський         | вул. Клочківська                              |
| Олексіївська балка                      | —                                             | Шевченківський         | вул. Комсомольська                            |
| Журавлівський (Журівлівський гідропарк) | правий берег Журавлівського вдсх. (р. Харків) | Київський              | вул. Шевченка                                 |
| Журавлівський (522-й мікрорайон)        | лівий берег Журавлівського вдсх. (р. Харків)  | Київський              | вул. Героїв Праці, вул. Барабашова            |
| Журавлівський (Піски)                   | лівий берег Журавлівського вдсх. (р. Харків)  | Київський              | вул. Героїв Праці                             |
| Немишлянський (Кар'єр)                  | Петренківське вдсх. (р. Немишля)              | Немишлянський          | вул. Краснодарська, просп. Тракторобудівників |
| Новобаварський                          | Новобаварське вдсх. (р. Уди)                  | Новобаварський         | просп. Л. Малої                               |
| Основ'янський                           | озеро колишнього піщаного кар'єру             | Основ'янський          | вул. Достоєвського                            |
| Безлюдівський                           | Підборівське та Нагорівське озера             |                        |                                               |

| Стан пляжів Харкова                     | Стан пляжів Харкова      | Стан пляжів Харкова |
| --------------------------------------- | ------------------------ | --- |
| Пляж                                    | 2008                     | 2009 |
| Олексіївський (Олексійвський лугопарк)  | відкрито                 | відкрито, працює рятувальний пост КУ «Спеціалізована водно-рятувальна служба Харкова» |
| Олексіївська балка                      | н/в                      | н/в |
| Журавлівський (Журівлівський гідропарк) | відкрито                 | підготовлений як рекреаційна зона для відпочинку біля води (не відповідає вимогам за якістю води та станом дна, купатися не рекомендується), працює рятувальний пост КУ «Спеціалізована водно-рятувальна служба Харкова» |
| Журавлівський (522-й мікрорайон)        | відкрито                 | тривають підготовчі роботи |
| Журавлівський (Піски)                   | відкрито                 | відкрито |
| Немишлянський (Кар'єр)                  | знайдено coxsackie Virus | немає господаря |
| Новобаварський                          | відкрито                 | підготовлений як рекреаційна зона для відпочинку біля води (не відповідає вимогам за якістю води та станом дна, купатися не рекомендується), працює рятувальний пост КУ «Спеціалізована водно-рятувальна служба Харкова» |
| Основ'янський                           | відкрито                 | підготовлений як рекреаційна зона для відпочинку біля води (є технічним водоймищем для добування піску, купатися не рекомендується)                                                                                      |
| Безлюдівський                           | відкрито                 | відкрито, працює рятувальний пост КУ «Спеціалізована водно-рятувальна служба Харкова» |